# Епархия Кашуэйру-ди-Итапемирина
Епархия Кашуэйру-ди-Итапемирина (лат. Dioecesis Cachoëirensis de Itapemirim) — епархия Римско-Католической церкви с центром в городе Кашуэйру-ди-Итапемирин, Бразилия. Епархия Кашуэйру-ди-Итапемирина входит в митрополию Витории. Кафедральным собором епархии Кашуэйру-ди-Итапемирина является церковь святого апостола Петра.

## История
16 февраля 1958 года Римский папа Пий XII издал буллу «Cum territorium», которой учредил епархию Кашуэйру-ди-Итапемирина, выделив её из архиепархии Витории.

## Ординарии епархии
- епископ Luís Gonzaga Peluso (25.07.1959 — 3.12.1985,в отставке);
- епископ Luiz Mancilha Vilela[англ.], SS.CC. (3.12.1985 — 3.12.2002 — назначен архиепископом-кодъютором архиепископа Виттории);
- епископ Célio de Oliveira Goulart, O.F.M. (9.07.2003 — 26.05.2010 — назначен епископом Сан-Жуан-дел-Рея);
- епископ Dario Campos, O.F.M. (27.04.2011 — 7.11.2018 — назначен архиепископом Виттории);
  - Sede Vacante (2018—2021);
- епископ Luiz Fernando Lisboa, C.P. (11.02.2021 — по настоящее время).